# Sophie Wahnich

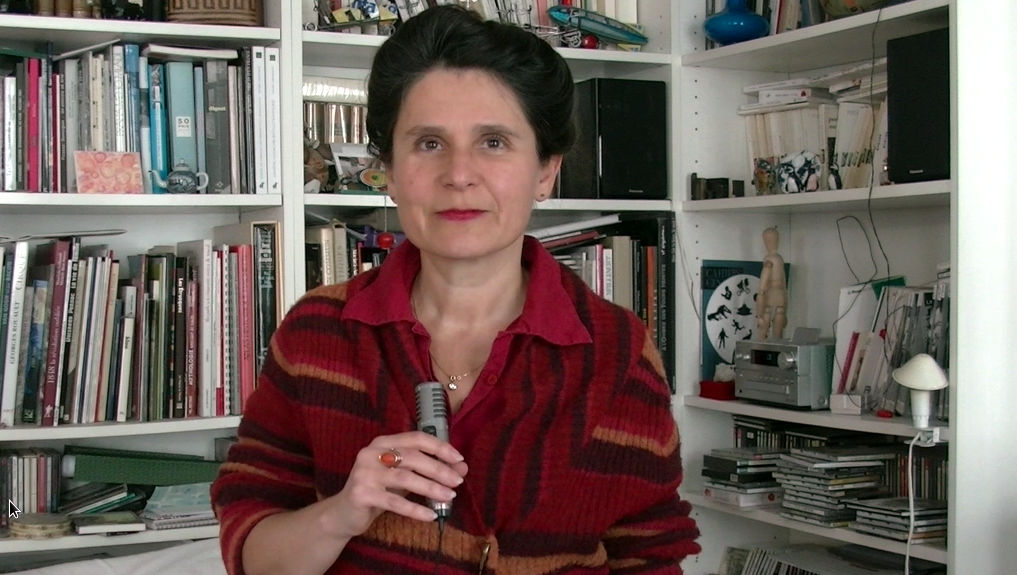
Sophie Wahnich

Sophie Wahnich ist eine französische Historikerin – spezialisiert auf die Geschichte der Französischen Revolution – und Sozialwissenschaftlerin. Sie ist Forschungsdirektorin am Centre national de la recherche scientifique (CNRS) in Paris, Mitglied des renommierten Centre de Recherches Historiques sowie Mitglied der Redaktion der Zeitschrift Vacarme.
2012 kandidierte sie für die französische Piratenpartei (Parti Pirate) im Wahlbezirk der Hauts-de-Seine.

## Schriften (Auswahl)

### Monographien
- L’impossible citoyen: L’étranger dans le discours de la Révolution française, Paris 1997
- La Longue Patience du Peuple. 1792, Naissance de la République, Paris 2008
- Les émotions, la Révolution française et le présent. Exercices pratiques de conscience historique, Paris 2009
- Freiheit oder Tod. Über Terror und Terrorismus, Matthes und Seitz Berlin, Berlin 2016

### Herausgeberschaften
- Fictions d’Europe, Éd. des Archives contemporaines, Paris 2003
- mit Barbara Lásticová/Andrej Findor, Politics of collective memory. Cultural patterns of commemorative practices in post-war Europe, Lit Verlag, Berlin/Münster/Wien/Zürich/London 2008
- Histoire d’un trésor perdu. Transmettre la Révolution française, Paris 2013